# Fairey Aviation Company
Fairey Aviation Company Limited byl britský letecký výrobce z první poloviny 20. století, který měl svá sídla v Hayes v Middlesexu, dále v Heaton Chapel a na RAF Ringway v Lancashire. Pozoruhodným se stal díky konstrukci řady důležitých vojenských letadel, včetně serie letounů Fairey III, Swordfish, Firefly a Gannet. Vyrábělo se zde množství námořních letounů a také bombardéry pro Royal Air Force.
Po druhé světové válce se společnost diverzifikovala na strojírenství a stavbu lodí. Výrobu letadel v roce 1960 převzala společnost Westland Aircraft. V návaznosti na řadu fúzí a převzetí obchodují hlavní nástupnické společnosti nyní jako FBM Babcock Marine Ltd, Spectris plc (dříve Williams Fairey Engineering Limited), které vyrábějí přenosné mosty.